# Duolandrevus curtipennis
Duolandrevus curtipennis är en insektsart som beskrevs av Lucien Chopard 1937. Duolandrevus curtipennis ingår i släktet Duolandrevus och familjen syrsor. Inga underarter finns listade i Catalogue of Life.